# Case départ
Case départ ("Al punto di partenza") è un film del 2011 diretto da Fabrice Eboué. Il film è stato selezionato per la 22ª edizione del Festival del cinema africano, d'Asia e America Latina di Milano 2012.

## Trama
I fratellastri di origine africana Joel e Regis si conoscono appena. Joel è disoccupato e vede nella Francia, "paese razzista", la causa di tutti i suoi fallimenti; Regis, invece, è del tutto “integrato”, tanto da negare completamente le sue origini. Giunti al capezzale del padre morente nelle Indie Occidentali, strappano con noncuranza l'atto di emancipazione che ha dato la libertà ai loro antenati schiavi. Una zia misteriosa, indignata, li punisce con un incantesimo rispedendoli ai tempi della schiavitù. Paracadutati nel 1780, in un susseguirsi di gag comiche, i due cercheranno disperatamente un modo per tornare nel XXI secolo.